# Cathédrale Saint-Georges de Lviv
Cette  cathédrale ne doit pas être confondue avec une autre cathédrale de Lviv.
 D’autres cathédrales portent le nom de cathédrale Saint-Georges.
La cathédrale Saint-Georges (en ukrainien : Собор святого Юра, translit. Sobor sviatoho Youra), située à Lviv en Ukraine, est une cathédrale de style baroque-rococo qui constitue le siège de l'archevêque de l'archéparchie de Lviv (de rite byzantin rattaché à Rome).

## Histoire

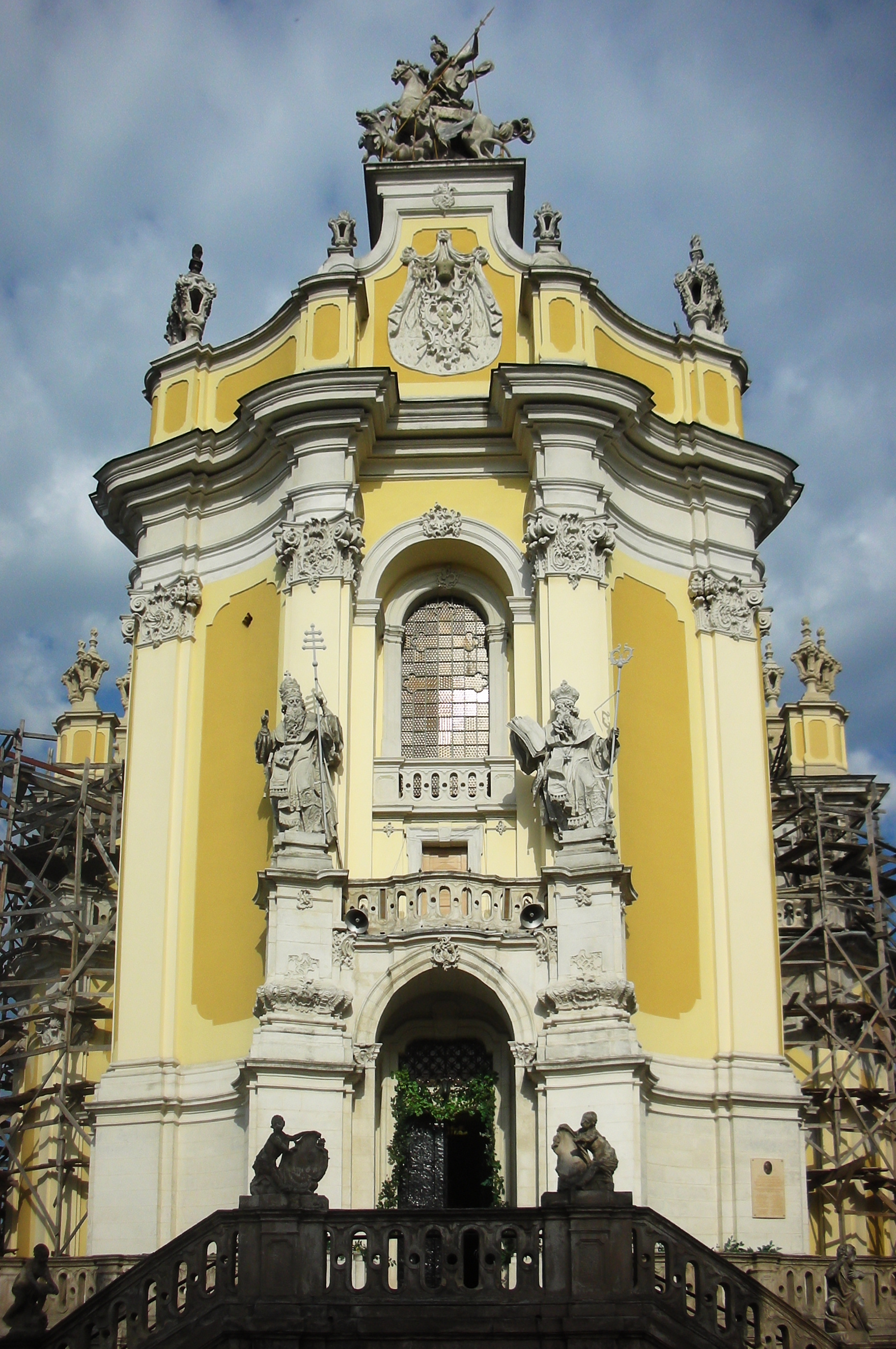

En 1280, le domaine faisant encore partie de la principauté de Galicie-Volhynie, il existait une église sur la colline Saint-Georges. Après que l'église, et le fort dans lequel elle se trouvait, eurent été détruits par Casimir de Pologne, on construisit une basilique pour l'église orthodoxe locale. En juillet 1700, le traité d'unification, entre le diocèse de Lviv (alors appelée Léopol en français) et le Saint-Siège, est signé, proclamant l'évêque de Lviv, Josef Sjoemljanski, membre de l'union de Brest.
La construction de la cathédrale actuelle date de 1746-1762. Quand le siège du métropolite est transféré à Lviv, elle devient la principale église des gréco-catholiques ukrainiens. En 1946, la cathédrale est remise aux orthodoxes russes (patriarcat de Moscou) à l'occasion du pseudo-"synode d'union" de Lviv, qui supprima l'Église gréco-catholique en URSS sur ordre de Staline. Elle n'est rendue aux gréco-catholiques qu'en 1990.
La cathédrale Saint-Georges, construite par l'architecte Bernard Meretyn, traduit aussi bien ses influences occidentales que celles de l'architecture baroque ukrainiennes. Les statues de saint Georges, du pape Léon Ier et de saint Athanase, au-dessus de l'entrée, sont de la main du sculpteur Johann Georg Pinsel. La relique la plus importante est celle de la Mère de Dieu, une icône miraculeuse du XVIIe siècle. On trouve aussi dans l'église les tombeaux de cardinaux gréco-catholiques, dont André Cheptytsky et Joseph Slipyi. Elle est inscrite au Registre national des monuments d'Ukraine sous le numéro : 46-101-9015.
À côté de l'église, se trouvent un autre clocher, le palais baroque du métropolite, la salle capitulaire et le jardin intérieur.